# Renault Type BY
Der Renault Type BY war ein frühes Personenkraftwagenmodell von Renault. Er wurde auch 20 CV genannt.

## Beschreibung
Die nationale Zulassungsbehörde erteilte am 29. Dezember 1909 seine Zulassung. Vorgänger war der Renault Type AS und Nachfolger der Renault Type CE.
Ein wassergekühlter Vierzylindermotor mit 100 mm Bohrung und 140 mm Hub leistete aus 4398 cm³ Hubraum 20 bis 22 PS. Die Motorleistung wurde über eine Kardanwelle an die Hinterachse geleitet. Die Höchstgeschwindigkeit war je nach Übersetzung mit 55 km/h bis 89 km/h angegeben.
Zur Wahl standen zwei oder drei verschieden große Fahrgestelle. Das kleinste hatte einen Radstand von 308 cm, was eine Fahrzeuglänge von 420 cm und eine Fahrzeugbreite von 155 cm ergab.  Das mittelgroße ermöglichte bei 308 cm Radstand und 140 cm Spurweite Karosserien von 435 cm bzw. 436,5 cm Länge und 168 cm bzw. 170 cm Breite. Das größte Fahrgestell hatte 325 cm Radstand. Die Karosserien waren 453,5 cm bzw. 455 cm lang. Spurweite und Fahrzeugbreite unterschieden sich nicht. Eine Quelle nennt eine Höhe von 225 cm, gibt aber nicht an, auf welche Karosserieform sich diese Angabe bezieht. Der Wendekreis war mit 13 bis 14 Metern angegeben. Das Fahrgestell wog 900 kg, das Komplettfahrzeug 1450 bis 1650 kg. Zur Wahl standen Doppelphaeton, Tourenwagen, Limousine und Cabriolet. Das Fahrgestell kostete 15.200 Franc.